# Mimudea phaeochysis
Mimudea phaeochysis là một loài bướm đêm trong họ Crambidae.